# وسائل النقل بكيبك

## المطار
منطقة مدينة كيبك وشرق كيبك (مليونا ساكن) تستخدمان المطار الدولي جان لوزاج الذي يقع في مدينة كيبك في حي المطار (كيبك). الموقع الرسمي
شركة الطيران اير مايسترو تتذد فيه مقرا (2006-2007).

## الميناء
انظر ميناء كيبك

تحتوي المدينة على ميناء شاسع ومهم على نهر سانت لورانت ويبدا من لانز أو فلان إلى باحة بوبور ورصيف اولترامر بمدينة ليفيس في الضفة الجنوبية. الموقع الرسمي
عدة رحلات بحرية من كيبك وإلى كيبك متوفرة في الميناء. منذ عدة سنين ومدينة كيبك هي من الوجهات المشهورة على متن القارب.

## القناطر
ثلاثة جسور رئيسية تمكن من عبور نهر سانت لورانت في كيبك. وهي جسر كيبيك وجسر بيير لابورت اللذان يمكنان من عبور النهر إلى الضفة الجنوبية (ليفيس) التي تقع في أقصى الجنوب، والثالث، جسر جزيرة اورليانز، ويسمح بزيارة الساحل الشمالي لجزيرة اورليانز في شرق المدينة.
الجسور الأخرى تستخدم لعبور الأنهار الصغيرة، كما جسر Drouin الذي يمتد على نهر سانت تشارل.
تحتوي أراضي المدينة على حوالي 84 جسرا.

## الشبكة الطرقية
انظر الطرق السيارة بكيبك & شوارع كيبك

العديد من الطرق الرئيسية في شبكة كيبك الطرقية تمر عبر مدينة كيبك، حيث يربط الطريق السريع 40 المدينة غربا إلى مونتريال والطريق السريع 175 الذي يربط المدينة شمالا لساجويني.
ثلاث طرق سريعة رئيسية تعبر من الشمال إلى الجنوب المنطقة الحضرية (المسمى من الغرب إلى الشرق) : الطريق السريع هنري الرابع، والطريق السريع دو فالون والطريق السريع لورانسيان. ثلاثة من الطرق السريعة الأخرى تقطع المدينة من الغرب إلى الشرق (المسماة من الشمال إلى الجنوب): الكريق السريع فيلكس لو كليرك الذي يدعا دائما من قبل سكان طريق سريع العاصمة والطريق السريع شاريست وجادة شمبلين، الذي يمتد على طول النهر إلى وسط المدينة، ثم آخر الطريق يدعا دوفيرن-مونت موسينري يمكن من السفر بسهولة إلى أقصى شرق المدينة.

## العيارات

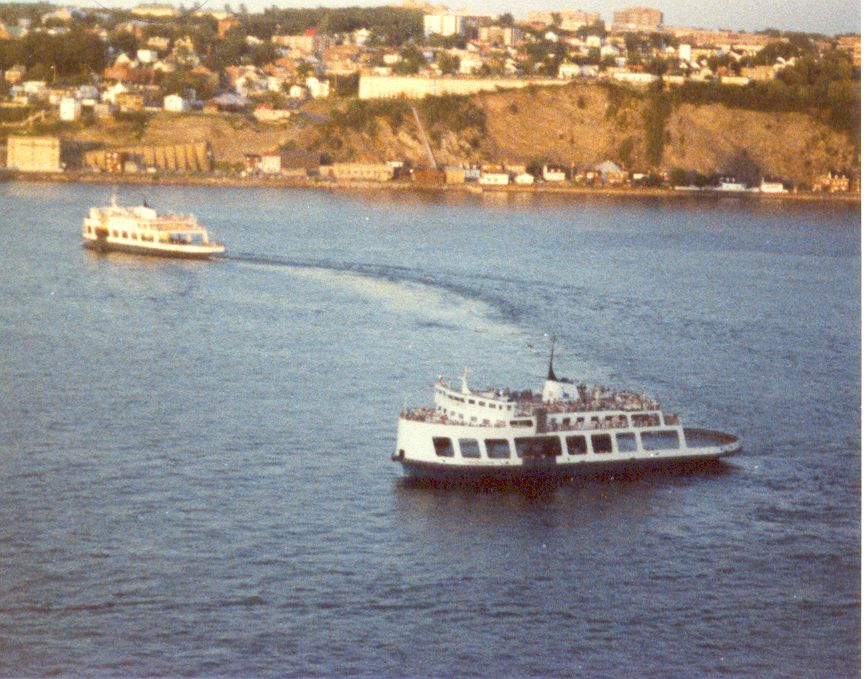
العبور بين كيبك وليفيس على نهر سانت لورانت في 1984, تابعة لشركة العبارات بكيبك.

خدمة العبارات كيبك ليفيس توفر خدمات للوصول لكلا الجانبين.الموقع الرسمي

## القطار
تزود شركة فيا رايل كندا المدينة بقطارات في نحطة القصر (كيبك) الني تقع في كيبك القديمة الدنيا وكيبك ونزدور. هناك محطة أخرى هي محكة سانت فوي التي تقع قرب قناطر كيبك وبييرلا بورت.

## الحافلات البيمدنية
محطة القصر (كيبك) هي اخر محطة لباص سانت فوي الذي يقع في سانت فوي سيلفري وهما أهم محطات الباص لبيمدني. اوراينز اكسبريس وانتر كار هي أهم شركات القطار في كيبك.

## النقل العمومي
انظر شبكة النقل العمومي بكيبك

نظام نقل لا كابيتال (ن ن ل) هي الشركة المسؤولة عن النقل العام بالحافلات عبر كيبك الكبري. تقدم ن ن ل 3 خدمات مختلفة:المسار العادي، والمسار اكسبريس ومترو باص (كيبك).

## الدراجات
انظر حدائق ومنتزهات كيبك

كيبك لديها شبكة من مسارات الدراجات جيدة. على سبيل المثال، Corridor des Cheminots (أنشئت على سكة حديدية سابقة) وCorridor du Littoral فيهما أكثر من 62 كيلومترا من المسارات. العديد من المسارات الجديدة في طور النمو في شرق المدينة وفي جنوبها.